# Lijst van voetbalinterlands Britse Maagdeneilanden - Montserrat
Deze lijst van voetbalinterlands is een overzicht van alle officiële voetbalwedstrijden tussen de nationale teams van de Britse Maagdeneilanden en Montserrat. De landen speelden tot op heden drie keer tegen elkaar. De eerste ontmoeting was een Caribbean Cup 1999-kwalificatiewedstrijd, gespeeld op 5 februari 1999 in Road Town. De laatste wedstrijd, een kwalificatieduel voor de Caribbean Cup 2012, vond plaats op 9 september 2012 in Fort-de-France (Martinique).

## Wedstrijden
| № | Plaats         | Datum            | Competitie                      | Wedstrijd                           | Uitslag |
| - | -------------- | ---------------- | ------------------------------- | ----------------------------------- | ------- |
| 1 | Road Town      | 5 februari 1999  | Caribbean Cup 1999 kwalificatie | Britse Maagdeneilanden – Montserrat | 3 – 1   |
| 2 | Road Twon      | 7 februari 1999  | Caribbean Cup 1999 kwalificatie | Montserrat – Britse Maagdeneilanden | 0 – 3   |
| 3 | Fort-de-France | 9 september 2012 | Caribbean Cup 2012 kwalificatie | Britse Maagdeneilanden − Montserrat | 0 − 7   |

## Samenvatting
| Competitie                 | Totaal gespeeld | Winst Br. Maagdeneil. | Gelijk | Winst Montserrat | Doelsaldo Br. Maagdeneil. – Montserrat |
| -------------------------- | --------------- | --------------------- | ------ | ---------------- | -------------------------------------- |
| Caribbean Cup-kwalificatie | 3               | 2                     | 0      | 1                | 6 − 8                                  |
| Totaal                     | 3               | 2                     | 0      | 1                | 6 − 8                                  |

Wedstrijden bepaald door strafschoppen worden, in lijn met de FIFA, als een gelijkspel gerekend.
BVIFA · A-internationals · vrouwenelftal
Amerikaanse Maagdeneilanden ·
Anguilla ·
Antigua en Barbuda ·
Aruba ·
Bahama's ·
Barbados ·
Bermuda ·
Cuba ·
Curaçao ·
Dominica ·
Dominicaanse Republiek ·
Grenada ·
Guatemala ·
Haïti ·
Kaaimaneilanden ·
Montserrat ·
Puerto Rico ·
Saint Kitts en Nevis ·
Saint Lucia ·
Saint Vincent en de Grenadines ·
Suriname ·
Trinidad en Tobago ·
Turks- en Caicoseilanden
MFA · A-internationals
1990 – 1999 · 
2000 – 2009 · 
2010 – 2019 ·
2020 − 2029
1991 · 
1992 · 
1993 · 
1994 · 
1995 · 
1996 · 
1997 · 
1998 · 
1999 · 
2000 · 
2001 · 
2002 · 
2003 ·
2004 · 
2005 · 
2006 · 
2007 · 
2008 · 
2009 · 
2010 · 
2011 · 
2012 ·
2013 ·
2014 ·
2015 ·
2016 ·
2017 ·
2018 ·
2019 ·
2020 ·
2021 ·
2022 ·
2023 ·
2024 ·
Amerikaanse Maagdeneilanden ·
Anguilla ·
Antigua en Barbuda ·
Aruba ·
Barbados ·
Belize ·
Bermuda ·
Bhutan ·
Britse Maagdeneilanden ·
Curaçao ·
Dominicaanse Republiek ·
El Salvador ·
Grenada ·
Guyana ·
Haïti ·
Kaaimaneilanden ·
Nicaragua ·
Panama ·
Saint Kitts en Nevis ·
Saint Lucia ·
Saint Vincent en de Grenadines ·
Suriname ·
Trinidad en Tobago